# Akitakata
Akitakata  (japanska: 安芸高田市 ?, Akitakata-shi) är en stad i Hiroshima prefektur i Japan. Staden bildades 2004 genom en sammanslagning av kommunerna Kōda, Midori, Mukaihara, Takamiya, Yachiyo och Yoshida.

## Galleri

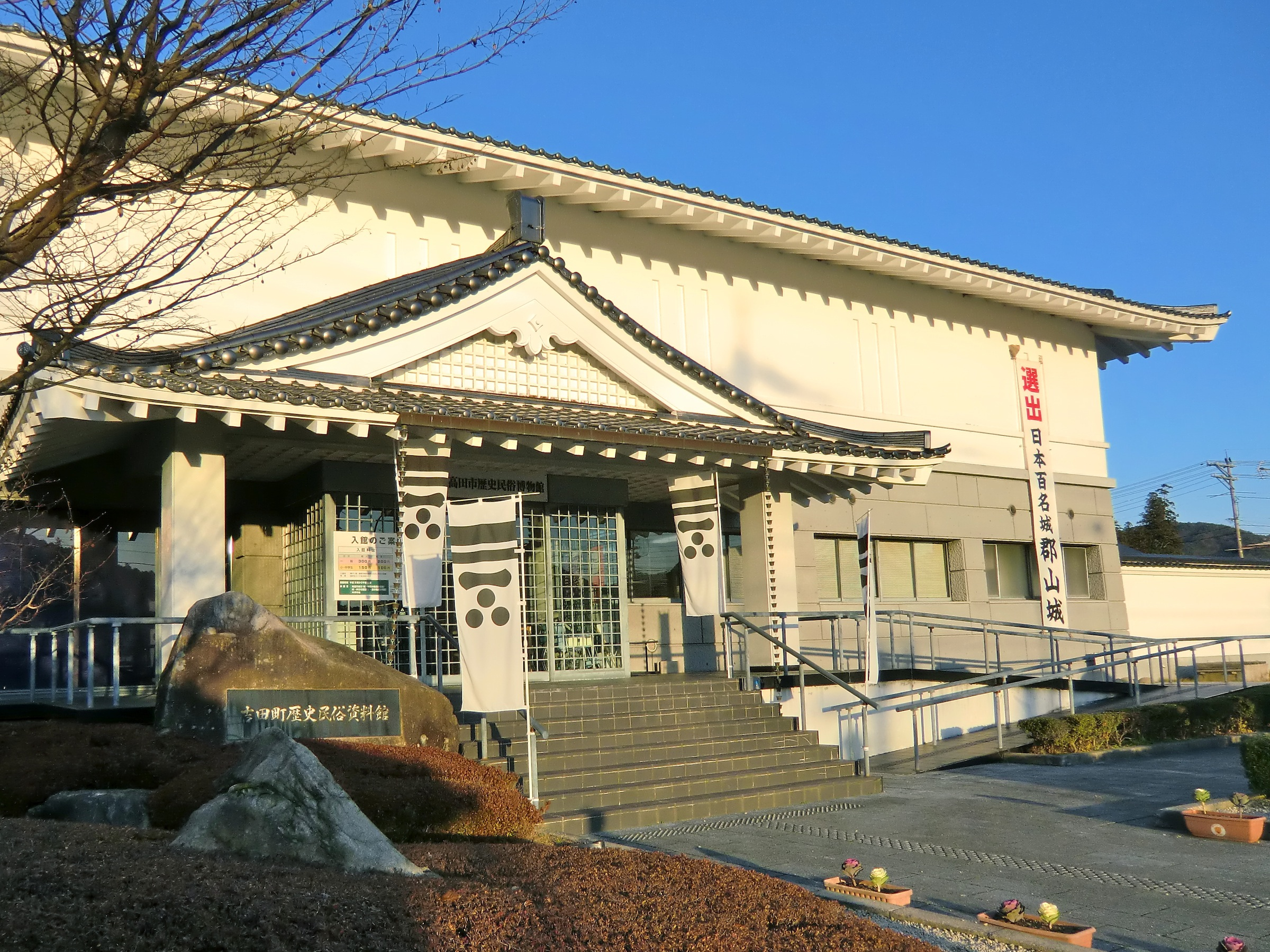
Akitakata museum för lokalhistoria
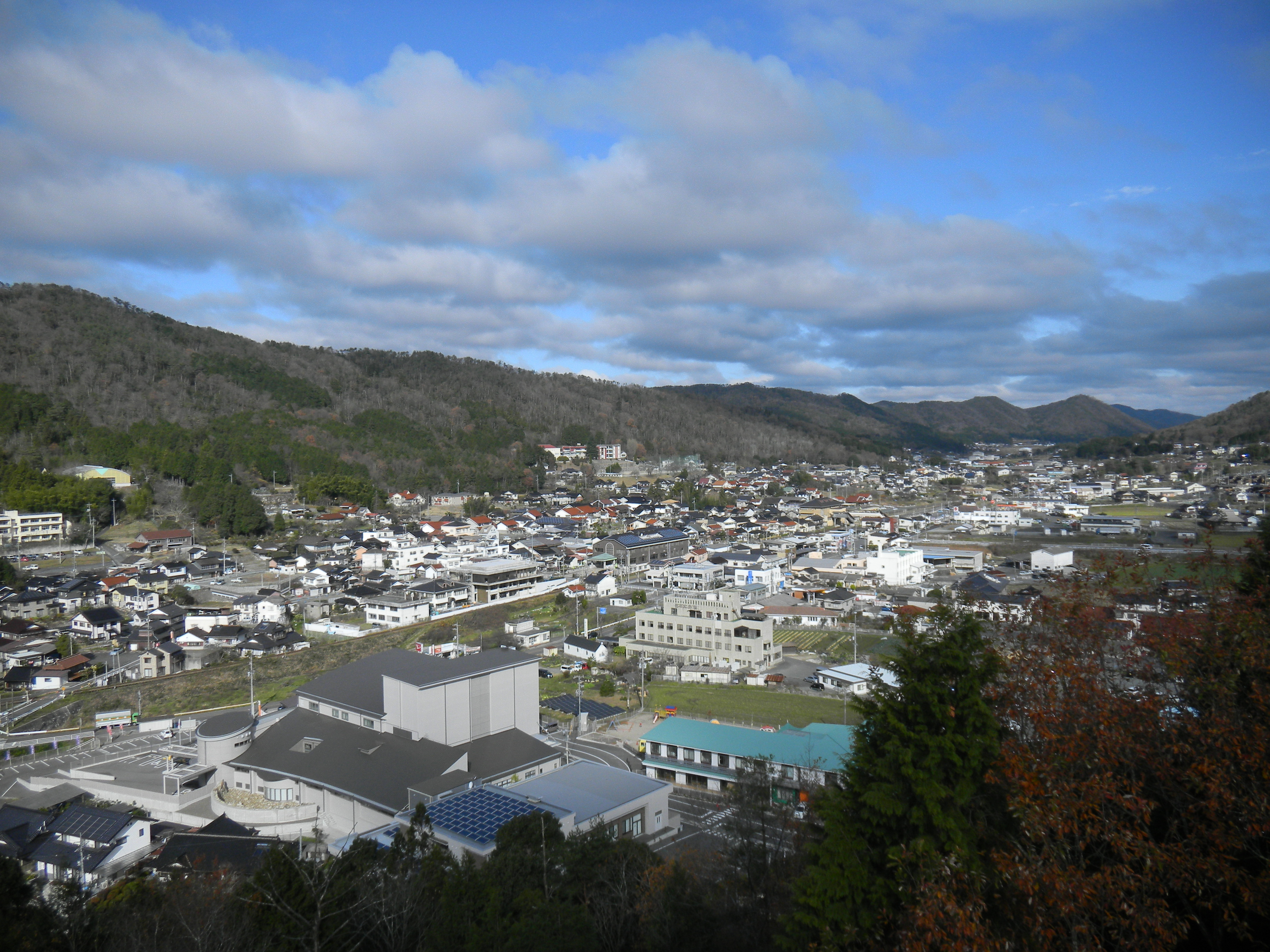
Mukaihara
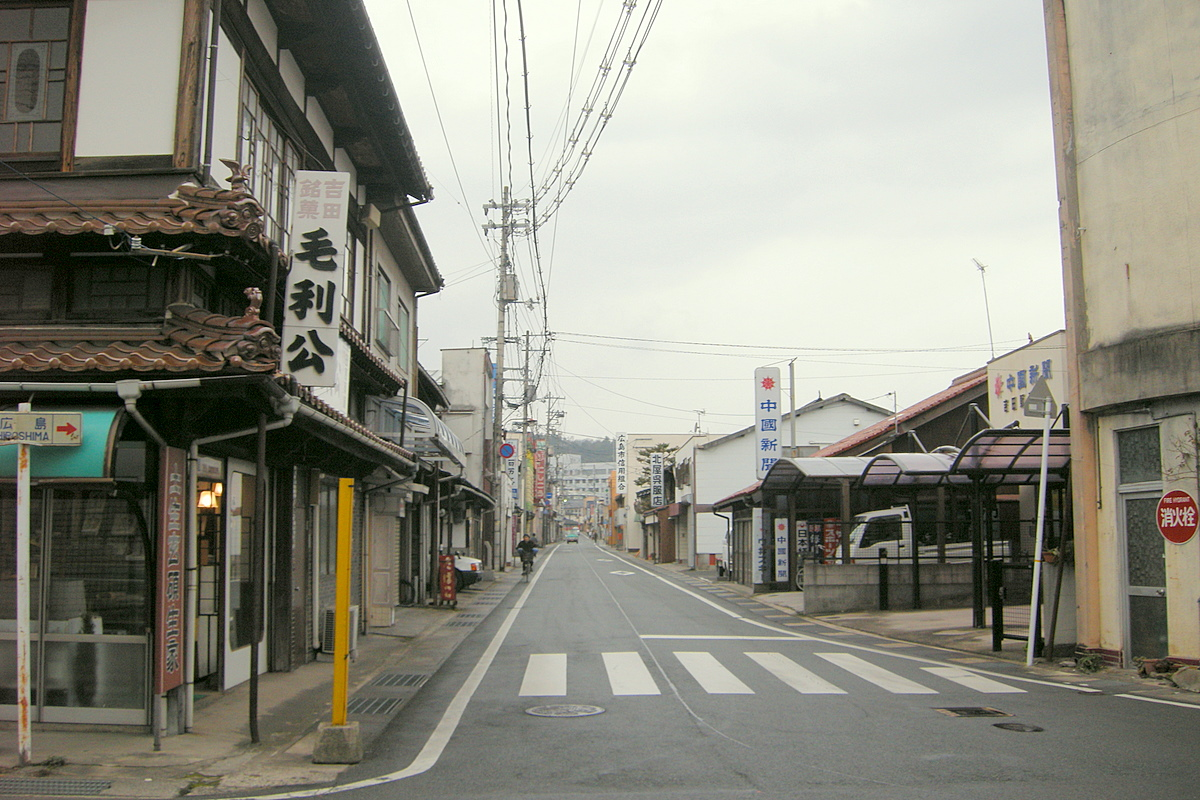
Yoshida